# Anhalt-Aschersleben
Anhalt-Aschersleben fue un principado de corta duración del Sacro Imperio Romano Germánico gobernado por la Casa de Ascania con residencia en Aschersleben en la actual Sajonia-Anhalt, Alemania. Surgió como una subdivisión del Principado de Anhalt. Este duró desde 1252 hasta 1315, cuando fue anexado al Principado episcopal de Halberstadt.

## Historia

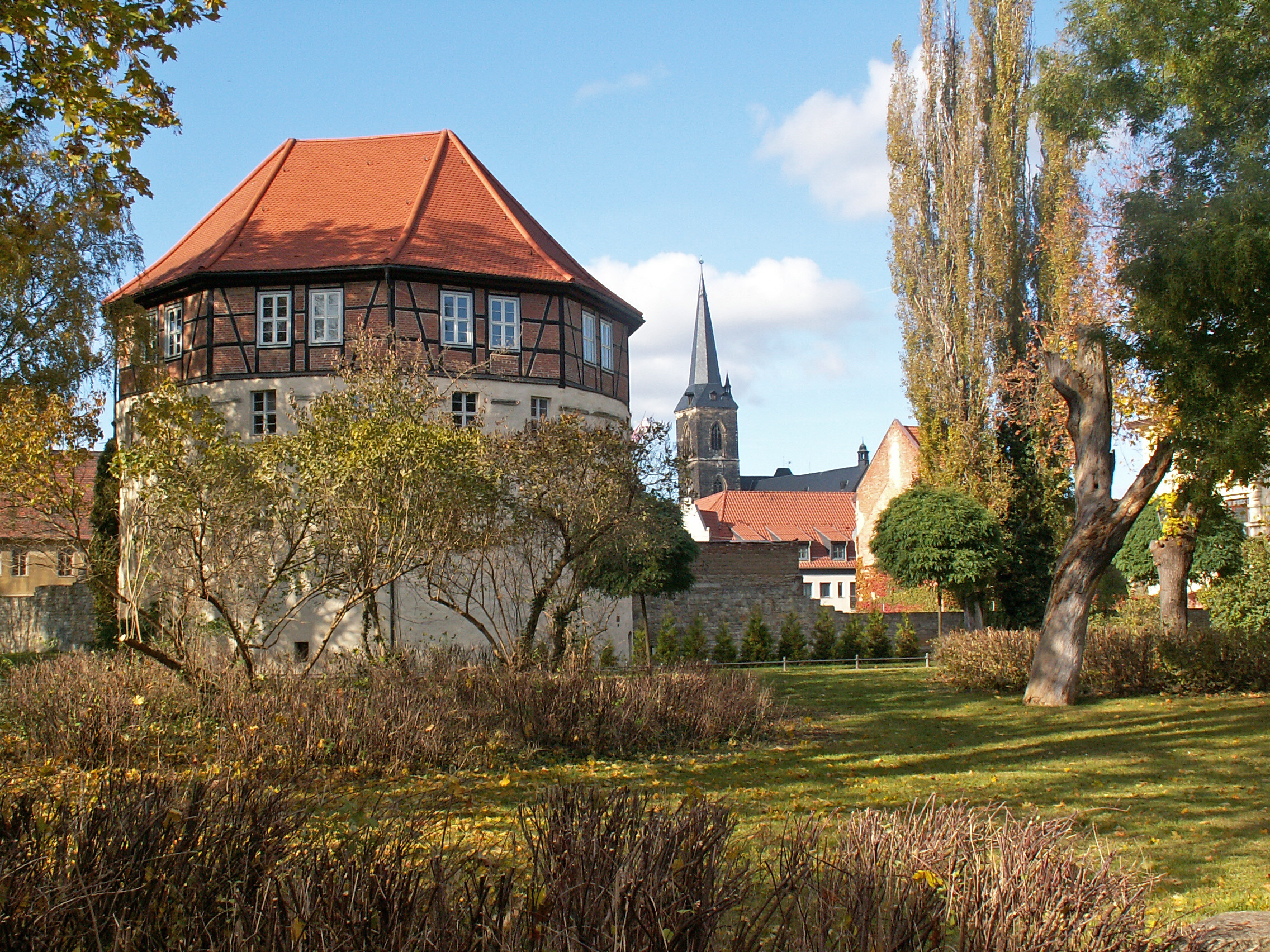
Aschersleben

El principado fue creado cuando el territorio de Anhalt fue dividido entre los hijos del Príncipe Enrique I en los Principados de Anhalt-Aschersleben, Anhalt-Bernburg y Anhalt-Zerbst en 1252. El príncipe Enrique II el Gordo, el hijo mayor de Enrique I, había sido cogobernante de su padre desde 1244. Durante la partición eligió la zona de Anhalt al norte de la cordillera del Harz alrededor de la residencia ascania de Aschersleben (llamada Ascharia), a la que concedió privilegios de ciudad en 1266.
Cuando en 1315 el nieto de Enrique, Otón II, murió sin herederos varones, el principado —incluida la capital de Aschersleben— fue confiscado como feudo por su primo y acreedor, el obispo Alberto de Halberstadt. Aunque el príncipe Bernardo II de Anhalt-Bernburg reconoció un año más tarde la tenencia feudal de Halberstadt, Aschersleben fue la causa de varios conflictos entre sus sucesores y los obispos de Halberstadt. Sin embargo, siguió siendo parte de la diócesis, que en 1648 fue secularizada en el Principado de Halberstadt, y sus posesiones soberanas, incluidos los derechos sobre Anhalt-Aschersleben, fueron entregadas a Brandeburgo-Prusia.

## Gobernantes
- 1252-1266: Enrique II
- 1266-1304: Otón I
  - 1266-1283 Enrique III, hermano y corregente
- 1304-1315: Otón II